# GMP-Synthase
Die GMP-Synthase ist das Enzym in allen Lebewesen, das den letzten Schritt in der De-novo-Synthese von GMP katalysiert: die Umwandlung von Xanthosinmonophosphat (XMP). GMP ist Vorläufer sowohl für das Nukleotid GTP, das ähnlich ATP als Energieträger fungiert, als auch die Purinbase Guanosin, die unentbehrlich im Genom ist.
Die Reaktion findet in zwei Schritten statt: nach der Abspaltung des Polyphosphatrests von ATP folgt die Hydrolyse von Glutamin mit Übertragung der Aminogruppe. Beide Einzelreaktionen werden von je einer eigenen Domäne katalysiert, die beide auf dem Enzym lokalisiert sind. Lediglich manche Archaeen weisen für jede Domäne ein einzelnes Enzym auf.

## Katalysierte Reaktion
+  + ATP + H2O   {\displaystyle \rightleftharpoons }   

  {\displaystyle \rightleftharpoons }    +  + AMP + PPi
Aus XMP, ATP und Glutamin entsteht GMP, AMP und Glutaminsäure.